# Nagri
Nagri är en ort i Indien.   Den ligger i distriktet Dhamtari och delstaten Chhattisgarh, i den centrala delen av landet, 1 000 km sydost om huvudstaden New Delhi. Nagri ligger 454 meter över havet och antalet invånare är 6 565.
Terrängen runt Nagri är platt. Runt Nagri är det ganska tätbefolkat, med 86 invånare per kvadratkilometer. Det finns inga andra samhällen i närheten. I omgivningarna runt Nagri växer huvudsakligen savannskog.